# New York City draft riots

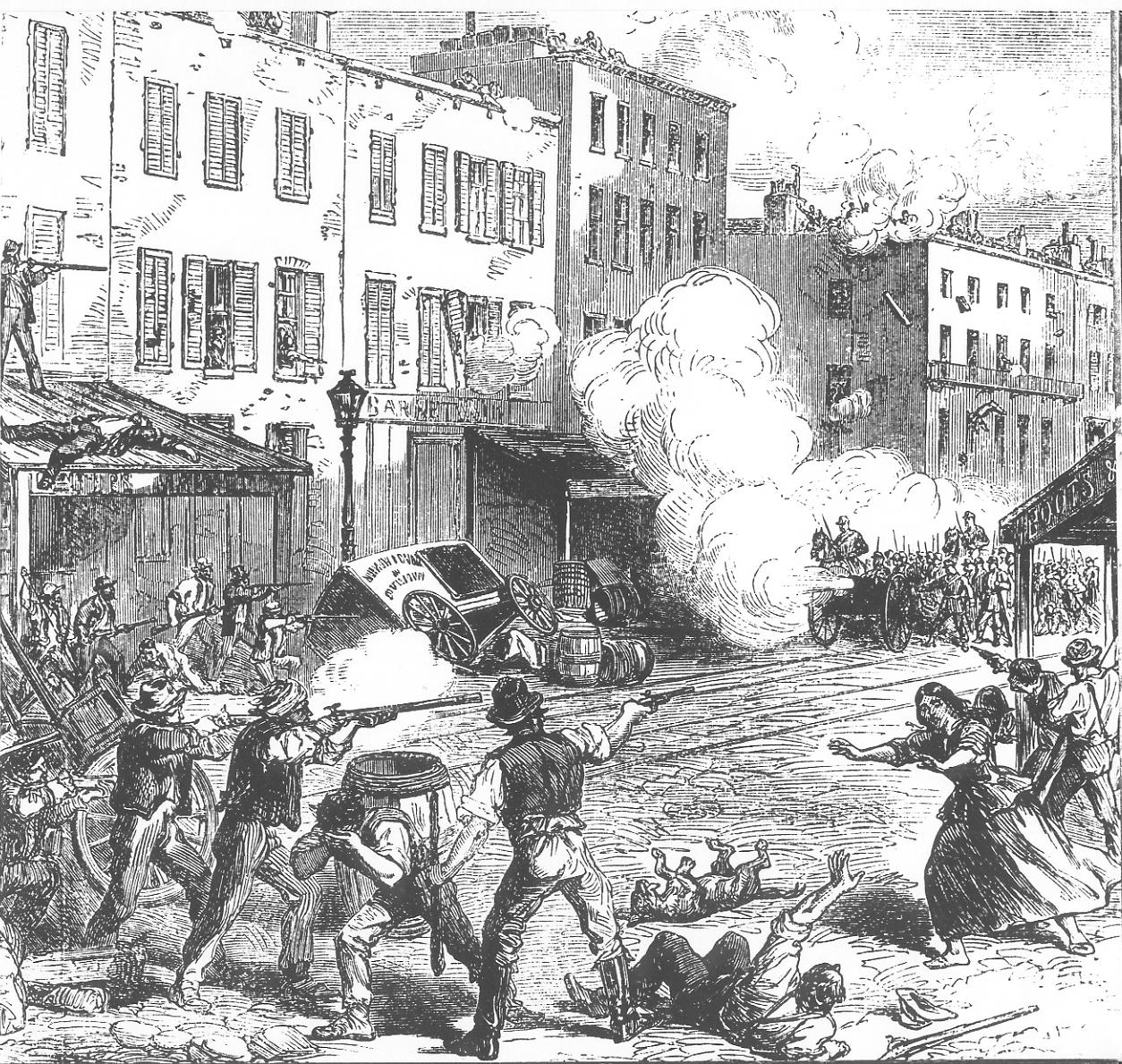
New York Draft Riots - fighting.

New York City draft riots eller Draft Week var ett flera dagar långt våldsamt upplopp som ägde rum i New York mellan 13 juli och 16 juli 1863. Upploppet bröt ut som den vita arbetarklassens protester mot systemet för utskrivningen av soldater till det amerikanska inbördeskriget, ett system som tillät förmögna män att köpa sig fria från inkallningen och alltså skapade orättvisa villkor grundade på personlig ekonomi. De protesterande var till stor del irländska immigranter eller arbetarklassamerikaner av irländsk ursprung. På grund av krigets täta association med slaveriet, och för att svarta män inte blev inkallade eftersom de inte betraktades som amerikanska medborgare, vände sig aggressionen också mot svarta personer, och upploppet urartade till attacker mot svarta och abolitionister. Det var det största upploppet i USA:s historia, och fick så småningom slås ned av militär. Det ledde till cirka 120 döda, cirka 2000 skadade och en omfattande skadegörelse. 